# The Black Label
Ne doit pas être confondu avec Black Label.
The Black Label (coréen : 더블랙레이블; stylisé THEBLACKLABEL ou THEBLΛƆKLΛBEL) est un label de musique indépendant fondé en 2016 avec à sa tête le producteur Teddy Park, réputé pour avoir produit plusieurs chansons à succès pour des artistes de la YG Entertainment tel que Blackpink, 2NE1, iKON ou Big Bang.

## Histoire
Le 22 septembre 2015, YG Entertainment annonce la création à venir d'un sous-label indépendant dirigé par Teddy Park avec son collègue producteur Kush. Le 17 mars 2016, l'artiste sud-coréen Zion.T signe un contrat avec le label. Le 3 mars 2017, le rappeur Okasian signe un contrat exclusif avec le label. Par la suite, Jeon Somi, l'ex-chanteuse du groupe I.O.I, rejoint le label en septembre 2018 et fait ses débuts en tant qu'artiste solo le 13 juin 2019.
Le 16 novembre 2020, selon le rapport trimestriel sur les actions de YG Entertainment, le label a été converti en statut de société associée. YG Entertainment détient désormais 30 % des parts du label.
En octobre 2022, il est annoncé que Jung Kyung-in, précédemment CEO de Pearl Abyss, a rejoint le management du label.
Début 2023, The Black Label signe l'acteur Park Bo-gum et entend développer ses activités dans le secteur du management d'acteurs.
En 2024, The Black Label collabore avec la chaine Mnet pour produire l'émission de compétition musicale I-LAND 2, ainsi que le groupe qui en résulte, Izna.
En juin 2024, The Black Label annonce que Rosé, membre de Blackpink, a signé un contrat avec le label pour la gestion des activités de sa carrière solo.
En septembre 2024, The Black Label lance son premier girl group, Meovv, qui est composé de cinq membres.
Le 8 juin 2025, The Black Label annonce le lancement de son second groupe, Allday Project. Il s'agit d'un groupe mixte composé de cinq membres dont les débuts sont prévu pour le 23 juin 2025.

## Artistes

### Solistes
- Jeon Somi
- Vince
- Løren
- Bryan Chase
- Taeyang
- Rosé

### Groupes
- Meovv[15]
- Allday Project

### Producteurs
- Teddy
- R.Tee
- Kush
- 24
- Danny Chung
- VVN
- JuniorChef
- Dominsuk

### Acteurs
- Ella Gross
- Park Bo-gum[16]
- Lee Jong-won[17]

## Anciens artistes

### Solistes
- Okasian (2017–2020)[18]
- Zion.T (2016–2024)[19]

### Acteurs
- Lee Jun-young
- Heo Jae-hyuk

## Partenariats
- Izna (groupe géré par WakeOne et co-produit par The Black Label)[20]

### Distribution musicale
Les albums produits par The Black Label sont distribués par les entreprises suivantes[source secondaire souhaitée] :
- YG Plus (Dans le monde entier depuis 2019)
- Interscope Records (Exclusivement pour Jeon Somi & Taeyang)
- 88rising (Exclusivement pour Løren)
- Capitol Records (Exclusivement pour Meovv)
- Atlantic Records (Exclusivement pour Rosé)